# Санджиров, Николай Мартынович
Никола́й Марты́нович Санджи́ров (27 сентября 1921, Цаган-Нур, Калмыцкая автономная область — 18 августа 1944, Венгрув, Мазовецкое воеводство) — Герой Советского Союза, участник Великой Отечественной войны.

## Биография
Николай Мартынович Санджиров родился 29 сентября 1921 года в Цаган-Нурском аймаке Малодербетовского улуса Калмыцкой автономной области. В 1930-е годы семья переехала в село Садки Дубовского района Сталинградской области. В июне 1941 года Николай Санджиров окончил педагогическое училище в Дубовке.
В самом начале Великой Отечественной войны в июле 1941 года вступил в Красную Армию и поступил в военно-инженерное училище в Иркутске, которое окончил в феврале 1942 года в звании лейтенанта.
На фронте с мая 1942 года: командир взвода 91-го инженерно-сапёрного батальона 47-й армии на Северо-Кавказском и Закавказском фронтах, участвовал в битве за Кавказ, в Курской битве и в битве за Днепр.
Первый орден Красной Звезды Николай Санджиров получил за минирование переднего края обороны в районе Новороссийска. Во время наступления советских войск в августе 1943 года взвод Николая Мартынова разминировал более семи тысяч мин.
Во время форсирования Днепра взвод Николая Санджирова под сильным огнём противника на трёх лодках сделал 408 рейсов и переправил на противоположный берег реки 6390 человек, 80 тонн боеприпасов, 16 пушек, 698 тонн продовольствия, 620 мин, 8 миномётов и 19 повозок.
За подвиги на Днепре Николаю Саджирову 3 июля 1944 года было присвоено звание Героя Советского Союза.
В июле 1944 года назначен командиром отдельной моторизованной роты инженерной разведки 36-й инженерно-сапёрной бригады 28-й армии 1-го Белорусского фронта.
Николай Санджиров погиб в бою 18 августа 1944 года в г. Венгров (Польша) на площади около монастыря.
Похоронен в городе Седльце (ныне Мазовецкое воеводство, Польша) на кладбище советских воинов и военнопленных, погибших в немецких лагерях (улица Зельна, братская могила № 219). На кладбище установлен памятник.

### Семья
Мать — Анастасия Музгаевна Санжирова.

## Награды
- Медаль «Золотая Звезда» Героя Советского Союза и орден Ленина (3.6.1944)[6];
- орден Александра Невского (28.6.1944)[7] — за освобождение Белоруссии;
- орден Отечественной войны I степени[1];
- два[1] ордена Красной Звезды (22.02.1943[8], …).

## Память
- Именем Николая Мартыновича Санджирова названы улицы в городе Дубовка и посёлке Цаган-Нур.
- Имя Николая Мартыновича Санджирова присвоено школе в посёлке Цаган-Нур.
- Барельеф Николая Мартыновича Санджирова расположен в мемориальном комплексе Аллея Героев в Элисте.